# Hafenlohr (Hafenlohr)
Hafenlohr ist der Hauptort der Gemeinde Hafenlohr im unterfränkischen Landkreis Main-Spessart in Bayern.

## Geographie
Die Hafenlohr mündet in Hafenlohr in den Main. Nachbarorte sind Zimmern, Marktheidenfeld, Glasofen, Marienbrunn, Steinmark, Esselbach, Windheim, Bergrothenfels und Rothenfels.

## Religion
Hafenlohr ist katholisch geprägt. Die Pfarrei St. Jakobus der Ältere (Pfarreiengemeinschaft St. Laurentius am Spessart, Marktheidenfeld) gehört zum Dekanat Lohr.